# Pericallis echinata
Pericallis echinata is een plantensoort uit de composietenfamilie (Compositae of Asteraceae)
die endemisch is op het Canarische eiland Tenerife. Ze groeit daar op rotsachtige hellingen tussen succulent struikgewas op een hoogte van 50 tot 400 m in het noordwesten van het eiland. De soortaanduiding echinata is Latijn voor 'prikkelig', 'stekelig' en is afgeleid van Latijn echinus, 'zee-egel' en verwijst naar de fijne, donkere borstelhaartjes op het omwindsel van de bloemen. De plantensoort werd al in 1782 door Carl Linnaeus de Jongere (de zoon van Carl Linnaeus) beschreven, maar in 1978 door Rune Bertil Nordenstam heringedeeld in het geslacht Pericallis. Op het eiland is de plant bekend onder de naam "tusilago de costa".

## Beschrijving
Pericallis echinata is een 30 tot 50 cm hoge, rechtopstaande vaste plant. De bladeren zijn driehoekig tot hartvormig en hebben een golvende, dubbel gezaagde of dubbel getande rand. De bovenzijde van het blad is kaal, de onderzijde witwollig behaard. De tuilachtige bloeiwijze bestaat uit 5 tot 15 bloemhoofdjes die ongeveer 25 mm breed zijn. Elk hoofdje bestaat uit een krans van 11 tot 14 purperen straalbloemen en een hart van meestal crèmekleurige buisbloemen. De omwindselblaadjes zijn bedekt met de voor de plant karakteristieke fijne borstelhaartjes. De bloeitijd is van januari tot april. De vrucht is een nootje met vruchtpluis.

## Afbeeldingen

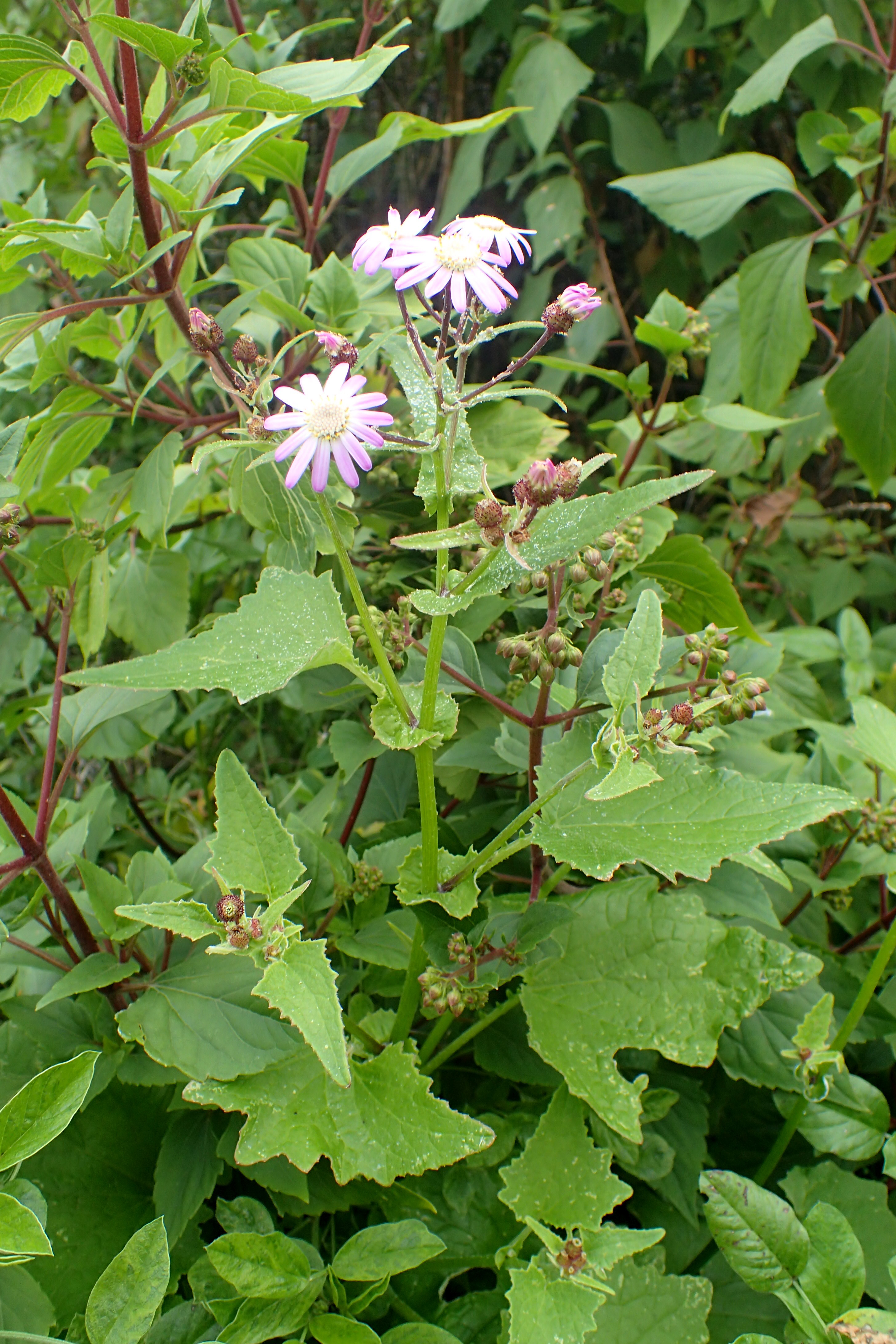
Plant
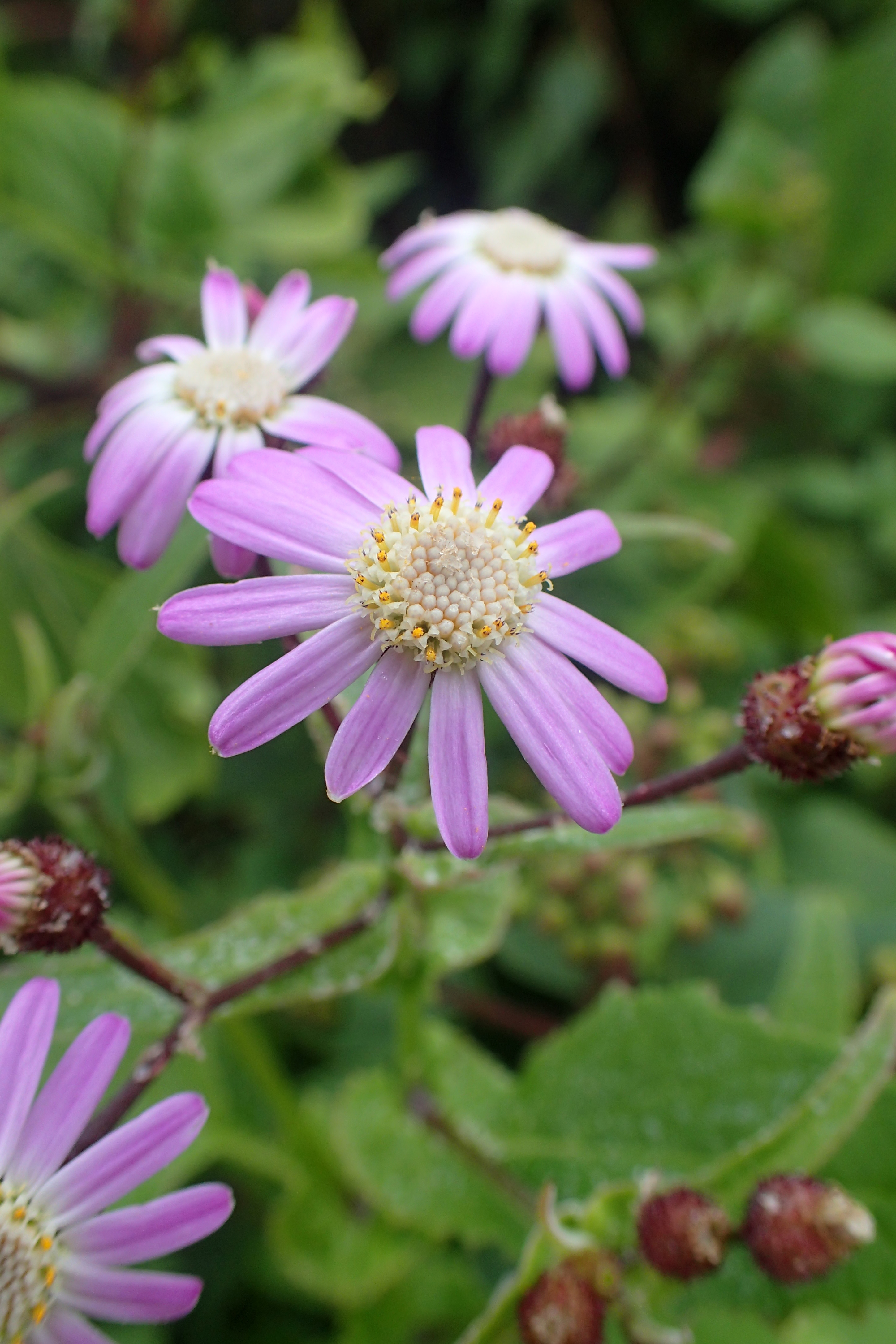
Bloem